# تشارلز إف. شاندلير
تشارلز إف. شاندلير (بالإنجليزية: Charles Frederick Chandler)‏ هو كيميائي أمريكي، ولد في 6 ديسمبر 1836 في لانكاستر في الولايات المتحدة، وتوفي في 25 أغسطس 1925.